# Harry Styles
Harry Edward Styles (Redditch, Worcestershire, 1994. február 1. –) háromszoros Grammy-díjas angol énekes, dalszerző és színész. Minden idők egyik legsikeresebb szólóelőadója, kinek pályafutása egy együttesben kezdődött, és kiemelkedő hatása volt a 21. század kultúrájának alakulására.
2010-ben kezdődött zenei karrierje, mikor szerepelt a brit The X Factor műsorban. Miután a korai szakaszban kiesett, visszahozták a műsorba a One Direction tagjaként, amely minden idők egyik legsikeresebb fiúegyüttese lett, mielőtt 2016-ban határozatlan időre szünetre vonultak.
Styles 2017-ben adta ki a Columbia Records gondozásában debütáló szólóalbumát, amely a Harry Styles címet viselte. A lemez az első helyen debütált az Egyesült Királyságban és az Egyesült Államokban, és az év tíz legkelendőbb albuma között szerepelt, míg első kislemeze, a Sign of the Times a brit kislemezlista élére került. Styles második albuma, a Fine Line (2019) az amerikai Billboard 200-as lista élén debütált, angol férfi előadó eddigi legnagyobb első heti eladásával és 2020-ban a Rolling Stone Minden idők 500 legjobb albuma listáján a 491. helyre helyezte. Negyedik kislemezes dala, a Watermelon Sugar az amerikai Billboard Hot 100-as listájának élére került. Styles harmadik albuma, a Harry’s House (2022) több rekordot is megdöntött, és széleskörű elismerésben részesült, 2023-ban elnyerte az Év albumának járó Grammy-díjat, valamint bekerült a Rolling Stone Minden idők 500 legjobb albuma listájának 2023-as kiadásába. Első kislemeze, az As It Was a Billboard szerint 2022 legnépszerűbb dala volt világszerte.
Styles számos elismerést kapott, többek között hat Brit-díjat, három Grammy-díjat, egy Ivor Novello-díjat és három American Music Awards-díjat. Zenei karrierje mellett olyan filmekben szerepelt, mint a Dunkirk (2017), a Nincs baj, drágám (2022) és A rendőröm (2022). A zenéjén kívül Styles ismert a sokszínű, változatos stílusáról is. Ő az első férfi, aki egyedül szerepelt a Vogue magazin címlapján.

## Gyermekkora
Harry Edward Styles 1994. február 1-jén született Redditchben, Worcestershire-ben, Anne Selley és Desmond Styles fiaként. Mikor gyerek volt, Holmes Chapelbe (Cheshire) költözött szüleivel és nővérével, Gemmával. Hétéves korában a szülei elváltak, és édesanyja később hozzáment üzleti partneréhez, John Coxhoz, bár évekkel később elváltak. Az ezt követő, 2013-as házassága révén Robin Twisttel, aki 2017-ben rákos megbetegedésben elhunyt, Styles családja két mostohatestvérrel (Mike és Amy) bővült.
Styles pozitívan beszél a gyermekkoráról és kiemeli, hogy szülei mindig támogatták. Gyerekként egy karaoke gépen vett fel feldolgozásokat, mint Elvis Presley The Girl of My Best Friend című dala. Styles a Holmes Chapel Comprehensive Iskolába járt, itt a White Eskimo együttes frontembere volt, amely megnyert egy helyi versenyt is. 16 évesen a W. Mandeville Bakeryben dolgozott részmunkaidőben.

## Karrierje

### 2010–2015: AzX Factorés a One Direction

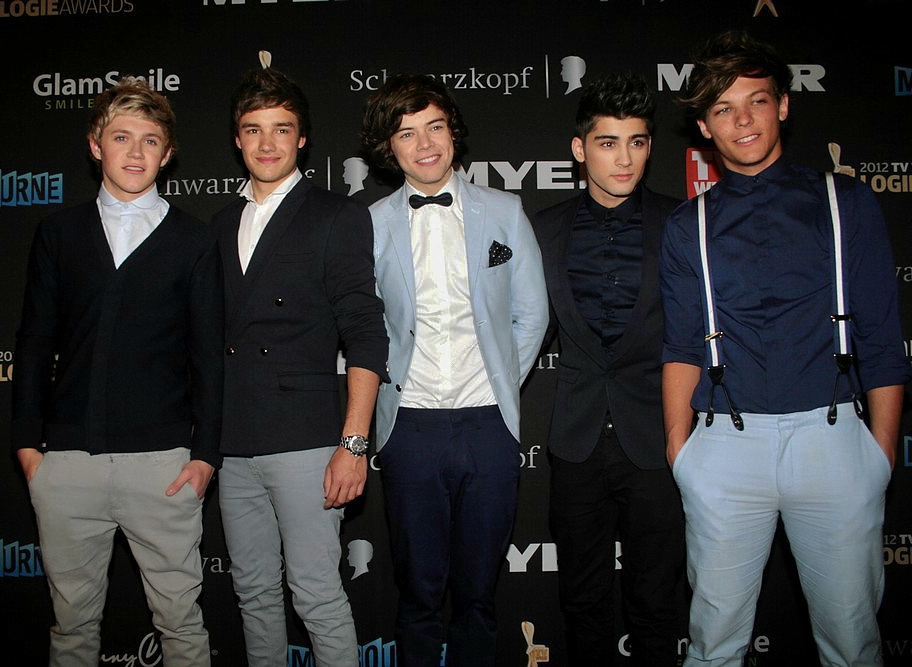
Styles (középen) és a One Direction a 2012-es Logies Awards-on

2010. április 11-én édesanyja javaslatára Styles részt vett a The X Factor című brit televíziós tehetségkutató hetedik évadának meghallgatásán, ahol a Train Hey, Soul Sister című dalát kezdte el énekelni. Miután Simon Cowell félbeszakította, hogy a szám nem neki való, helyette Stevie Wonder Isn’t She Lovely című dalát adta elő. Továbbjutott a következő fordulóba, de nem tudott továbbjutni a Fiúk kategóriában. Négy vele egyidős fiú is kiesett, de össze lettek állítva egy együttesként a sorozat Tábor időszaka alatt és áthelyezték őket a Csoportok kategóriába. Mentoruk Simon Cowell volt. A Styles, Niall Horan, Liam Payne, Louis Tomlinson és Zayn Malik alkotta csapat két hétig gyakorolt együtt; Styles javasolta társainak a One Direction nevet, és ők beleegyeztek, hogy megtartják. Az első négy hét után ők voltak Simon Cowell utolsó előadója a versenyben és gyorsan nagy népszerűségre tettek szert az Egyesült Királyságban. Az együttes végül bejutott a The X Factor döntőjébe, és a harmadik helyen végzett.

2011 januárjában a One Direction lemezszerződést kötött Cowell kiadójával, a Syco Records-szal. Még abban az évben megjelent az Egyesült Királyságban listavezető debütáló kislemezük, a What Makes You Beautiful, és debütáló stúdióalbumuk, az Up All Night. Az albumon nagyon sok dalszövegíró dolgozott, de három dalon Styles és az együttes többi tagja is dolgozott. A One Direction az első brit csapattá vált, amelynek debütáló albuma első helyezést ért el az Egyesült Államokban. Az ezt követő négy stúdióalbumuk – a Take Me Home (2012), a Midnight Memories (2013), a Four (2014) és a Made in the A.M. (2015) – mindegyike az első helyen debütált az Egyesült Királyságban. A Midnight Memories 2013-ban a világ legkelendőbb albuma volt, a hozzá kapcsolódó Where We Are Tour pedig a 2014-es év legnagyobb bevételt hozó turnéja volt, és továbbra is minden idők legnagyobb bevételt hozó turnéja egy énekegyüttestől. A Four megjelenése után a One Direction lett az egyetlen olyan együttes a Billboard 200 albumlistájának 58 éves történetében, amelynek első négy albuma az első helyen debütált. Az albumok sikeres kislemezek sorát hozták, köztük a Live While We’re Young, a Little Things, a Best Song Ever, a Story of My Life, a Drag Me Down és a History. Styles társszerzője volt a Just a Little Bit of Your Heart című dalnak is Ariana Grande 2014-es My Everything című albumán.

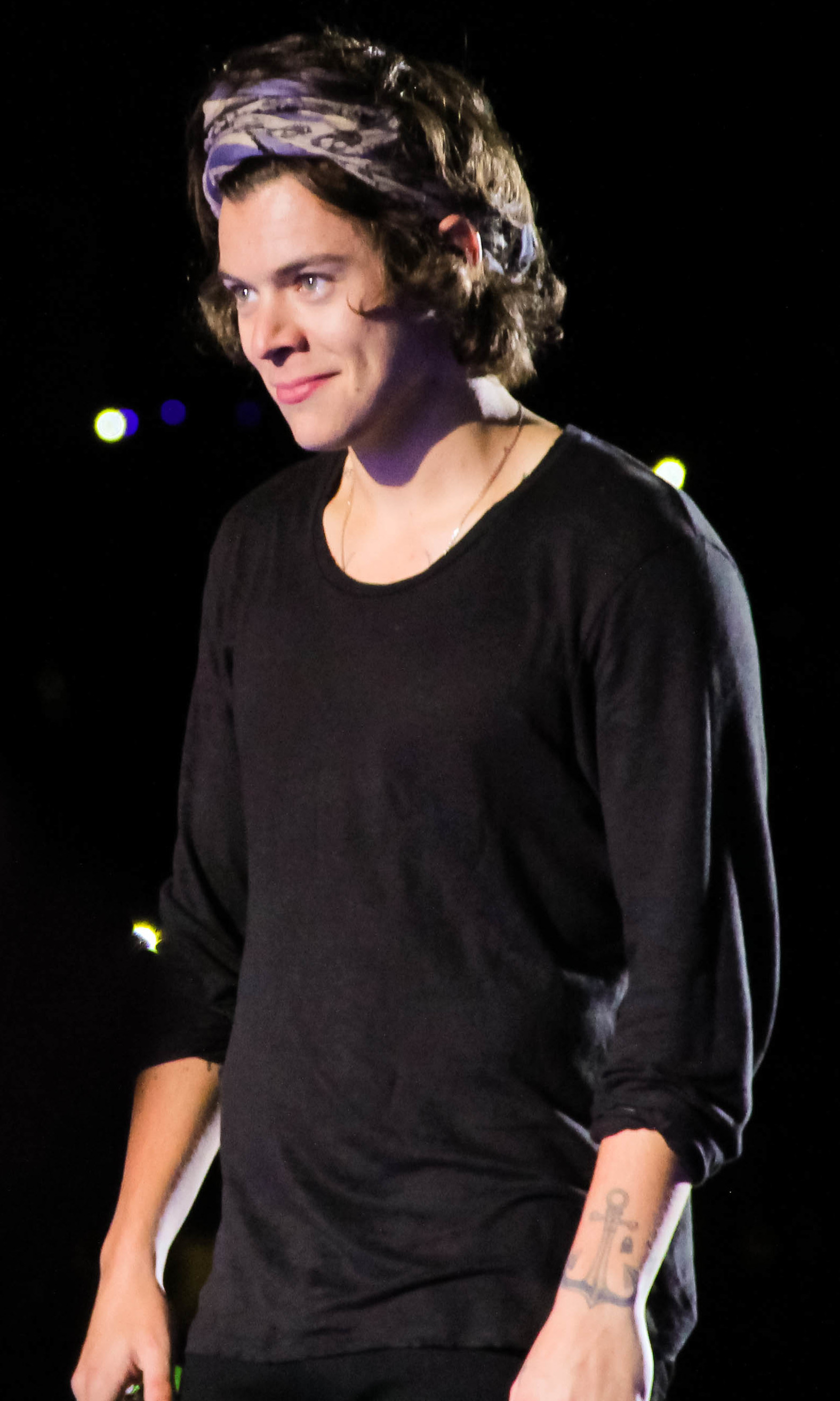
Styles a Where We Are Tour alatt 2014-ben

Mivel nem akarták „túlterhelni” a rajongói bázist, Styles javaslatára a zenekar 2016-ban határozatlan időre szünetre vonult, miután befejezte a Made in the A.M.-hez kapcsolódó promóciós tevékenységeket. Debütálásuk óta a One Direction 70 millió lemezt adott el világszerte, ebből 7,6 millió albumot és 26 millió kislemezt az Egyesült Államokban, ezzel minden idők egyik legsikeresebb fiúegyüttesévé váltak. Az együttes számos elismerést gyűjtött össze, köztük hét Brit-díjat, hét American Music Awards, hat Billboard Music Awards és négy MTV Video Music Awards-díjat. Bár Styles általánosságban pozitívan nyilatkozott a One Directionben töltött időszakáról, elárulta, hogy a bandában megélt óriási figyelmet nem mindig volt könnyű feldolgozni. Styles a közösségi média kerülését annak a múltbeli nyomásnak tulajdonította, hogy folyamatosan elérhetőnek kell lennie az interneten. Beszélt arról, hogy félt attól, hogy rossz dolgokat mond az interjúkban, vagy ha nem válaszol olyan kérdésekre, mint például, hogy hány emberrel feküdt le, az újságírók bosszúsan távoznak az interjúról. A One Directionnel kötött szerződései „tisztasági kikötéseket” tartalmaztak, amelyek kimondták, hogy „semmisek” lesznek, ha nem tartja be őket[...]. Kifejtette, hogy „könnyekben tört ki”, amikor aláírta az ilyen kikötések nélküli szólószerződését, mert „szabadnak” érezte magát.

### 2016–2018:Harry Stylesés aDunkirk
Styles szólóelőadóként csatlakozott Jeffrey Azoff Full Stop Managementjéhez és a CAA tehetségkutató ügynökséghez, majd 2016 első felében lemezszerződést kötött a Columbia Records lemezkiadóval. Ez idő tájt indította el saját lemezkiadóját, az Erskine Recordsot is. Styles debütáló albumának felvételei 2016 folyamán zajlottak Los Angelesben, Londonban és a jamaicai Port Antonióban, ahol Styles és munkatársai ősszel egy kéthónapos írói elvonulást tartottak. 2017 márciusában bejelentette, hogy első szóló kislemeze, a Sign of the Times április 7-én jelenik meg. A dal a brit kislemezlistán az első, a Billboard Hot 100-as listán pedig a negyedik helyen végzett. A glam rock által befolyásolt soft-rock ballada David Bowie munkásságához hasonlított. Témáját tekintve egy fiatal anya szemszögéből íródott, aki gyermeke születése után haldoklik és az utolsó szavait mondja el az újszülöttnek. A Rolling Stone 2017-ben az év legjobb dalának nevezte. A videóklipben Styles repül és vízen jár. Styles elnyerte az Év brit videoklipjének járó Brit-díjat. Áprilisban Styles az Egyesült Államokban a Saturday Night Live zenei vendége volt, az Egyesült Királyságban pedig a The Graham Norton Show-ban debütált szólóelőadóként.

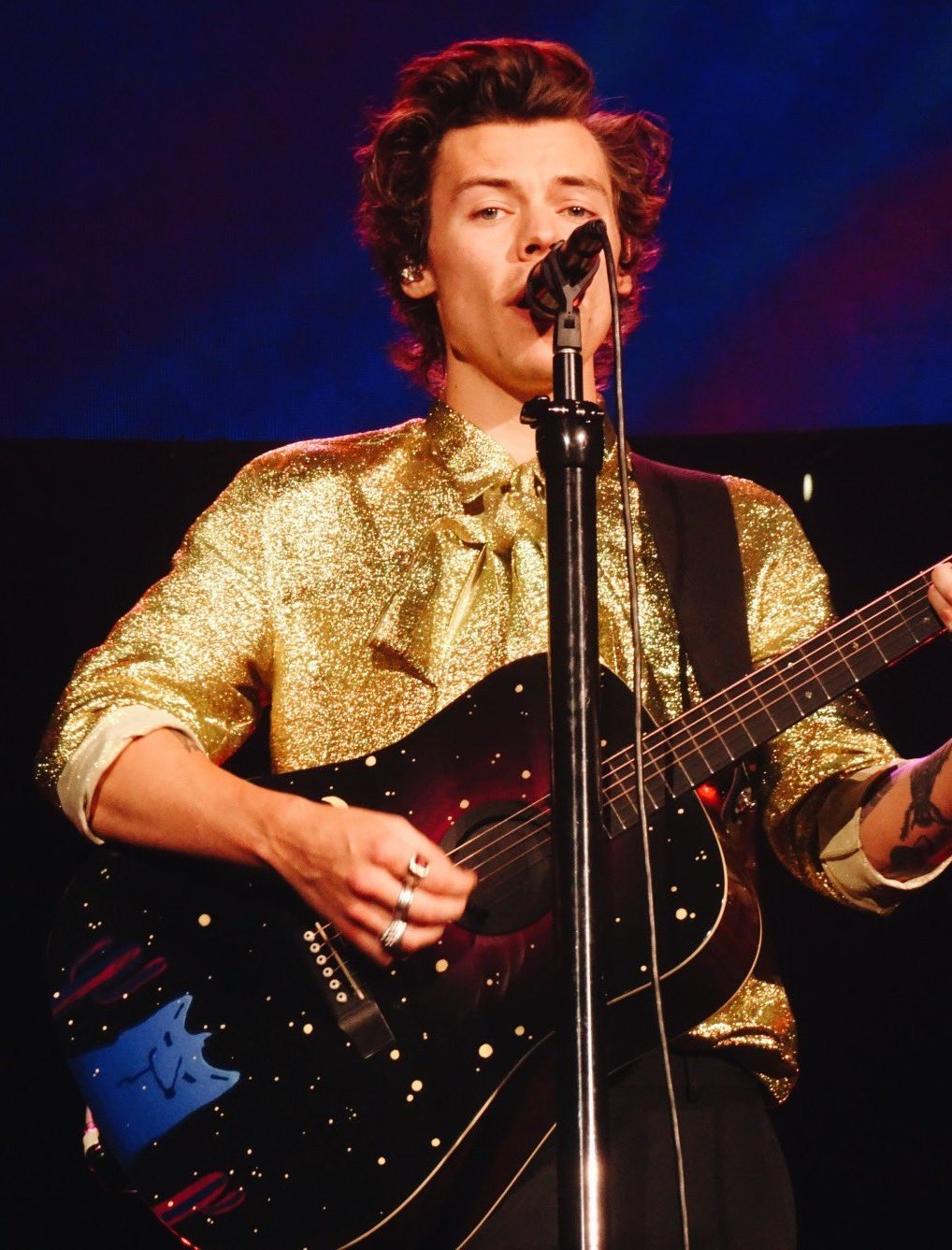
Styles fellépés közben a coloradói Denverben 2018-ban

Önmagáról elnevezett debütáló albuma 2017 májusában jelent meg, amely több országban, köztük Ausztráliában, az Egyesült Királyságban és az Egyesült Államokban is az első helyen nyitott. Az album erősen befolyásolt az 1970-es évek rock zenéje által és a Variety a pszichedelikus zene, britpop és balladaköltészet keverékeként írta le. Az album nagyrészt pozitív reakciót váltott ki kritikusokból, és több kiadvány listáján is szerepelt a 2017-es év legjobb albumai között. Az albumról még két kislemez jelent meg, a Kiwi és a Two Ghosts. Májusban pedig megjelent egy film kizárólag az Apple Music-on Harry Styles: Behind the Album címmel, amely az album írását és felvételi folyamatát mutatja be. 2017 szeptemberétől 2018 júliusáig Harry Styles: Live on Tour címmel zajlott első önálló turnéja, amelynek során Styles Észak- és Dél-Amerikában, Európában, Ázsiában és Ausztráliában adott koncerteket. A turnén debütált két kiadatlan dala, az Anna és a Medicine.
Styles Christopher Nolan Dunkirk című filmjében debütált színészként, amelyben egy Alex nevű brit katonát játszott a második világháború idején. A filmben szerepelt még Fionn Whitehead, Tom Glynn-Carney, Jack Lowden, Kenneth Branagh, Cillian Murphy, Mark Rylance és Tom Hardy. Styles „több ezer fiatalember” közül nyerte el a szerepet; Nolan később elismerte, hogy nem volt tisztában Styles hírnevének mértékével, és azért kapta meg a szerepet, „mert csodálatosan illett a szerepbe, és valóban megérdemelte, hogy helyet kapjon az asztalnál”. A Daily Telegraph filmkritikusa, Robbie Collin dicsérte Styles „ragyogó, elszánt és váratlanul egyáltalán nem kizökkentő alakítását”.
2017 novemberében a BBC One egyórás televíziós különkiadást sugárzott Harry Styles at the BBC címmel, amelyet Nick Grimshaw vezetett. Még abban a hónapban fellépett a Victoria’s Secret divatbemutatón Sanghajban. A 2017-es ARIA Music Awards-on Styles kapta a Legjobb nemzetközi előadónak járó díjat. Decemberben vendég-házigazda volt a The Late Late Show with James Cordenben. Styles Jack Antonoffal és Ilsey Juberrel közösen megírta a Bleachers együttes által előadott Alfie’s Song (Not So Typical Love Song) című dalt a Kszi, Simon (2018) című film soundtrackjéhez. A CBS 2018 októberében bemutatott Happy Together című sitcomjának executive producere is volt, amelyet a Ben Winston televíziós producerrel és feleségével együtt töltött idő inspirált. Styles 2018-ban kezdett el modellkedni az olasz Gucci divatháznál, és több kampányban is szerepelt a márka számára.

### 2019–2021:Fine Line
2019 júliusában arról számoltak be, hogy Styles tárgyalásokat folytat Eric herceg szerepéről az élőszereplős Disney-filmben, A kis hableányban. Végül azonban különböző okokra hivatkozva, amelyek között szerepelt a turnézás és az is, hogy sötétebb, nem zenei szerepeket szeretne vállalni, elutasította a szerepet. A szerepet végül Jonah Hauer-King kapta. A Lights Up, amely az első kislemez volt a Fine Line albumról, 2019 októberében jelent meg és harmadik helyen debütált az Egyesült Királyságban. A dallal megint egy kicsit közelebb lépett a pophoz. A Saturday Night Live-on, novemberben zenei vendég és házigazda volt. A Fine Line-t megelőző második kislemez, az Adore You decemberben jelent meg, és az Egyesült Királyságban a hetedik, az Egyesült Államokban pedig a hatodik helyen végzett. Styles ismételten a házigazdája volt a The Late Late Show with James Cordennek ugyanezen hónapban.

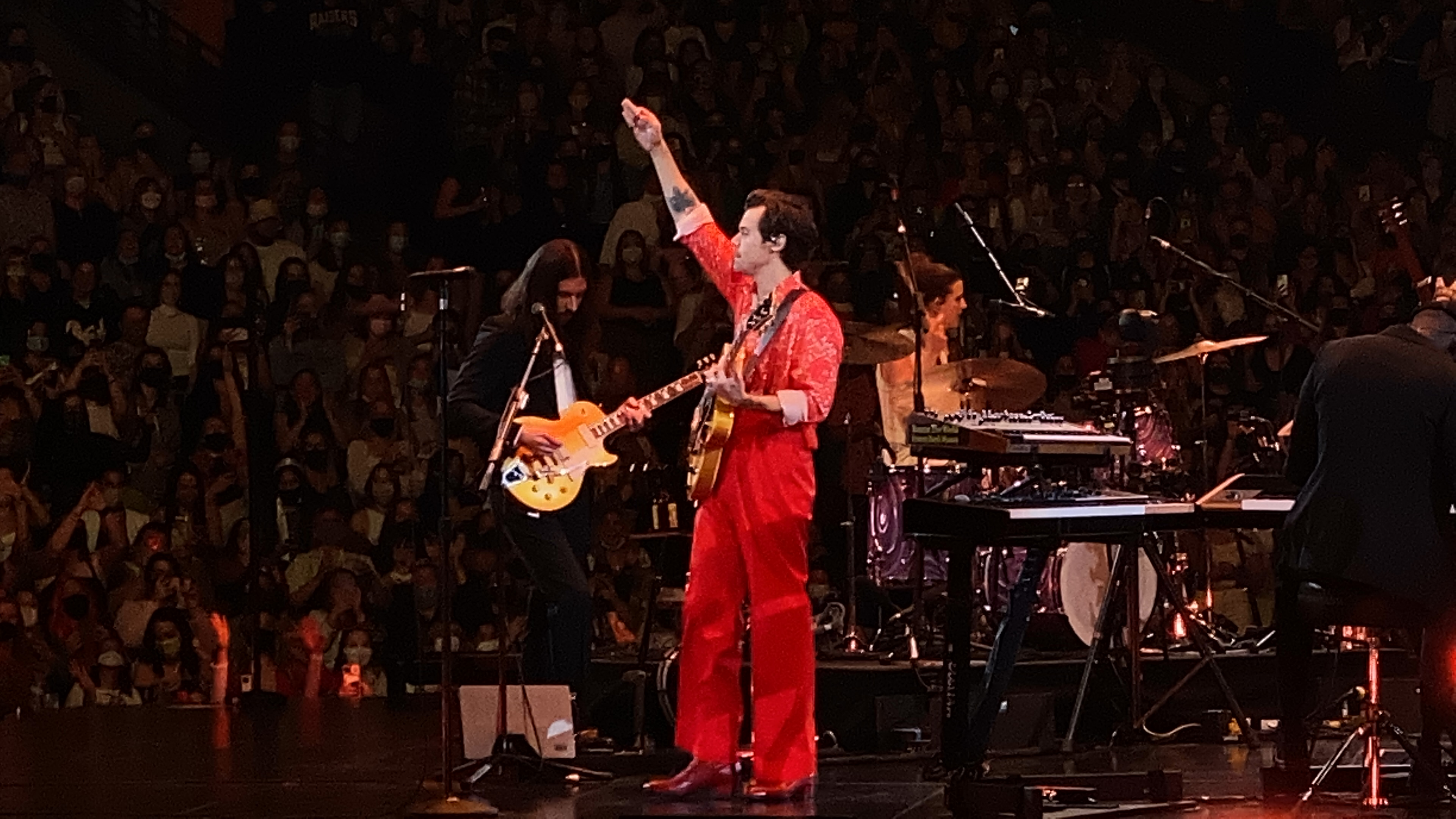
Styles fellépés közben a chicagói United Centerben 2021-ben

A Fine Line december 13-án jelent meg. Az albumot a malibui Shangri-La stúdióban vették fel, ugyanazzal a produceri csapattal, mint a Harry Stylest és a hangzása is hasonlít rá, funkkal és soullal kiegészítve. A Fine Line pozitív fogadtatásban részesült. Az album az Egyesült Királyságban a második helyen végzett, az Egyesült Államokban a listák élére került és megdöntötte a legmagasabb eladási rekordot egy angol férfi előadó által az országban (Nielsen SoundScan 1991-től kezdve követi az eladási adatokat). A Rolling Stone a 491. helyen sorolta be a Minden idők 500 legjobb albuma listáján 2020-ban. Az albumról öt kislemez jelent még meg, a Falling, a Watermelon Sugar, a Golden, a Treat People with Kindness és a címadó dal. A Watermelon Sugar Styles negyedik top 10-es kislemeze lett az Egyesült Királyságban, a negyedik helyezésével és a legelső első helyezése az Egyesült Államokban. A Fine Line albumot népszerűsítő Love On Tour turnét, amely 2020-ban került volna megrendezésre Styles kénytelen volt 2021-re halasztani a Covid19-pandémia miatt.
A 2020-as Brit Awards díjátadón Styles jelölve volt a Legjobb férfi szólóelőadó és az Év brit albuma díjakra. 2020 márciusában az NPR Tiny Desk koncertjén lépett fel, júliusban pedig a Calm nevű relaxációs alkalmazás számára vette fel a Dream with Me című esti mesét. Styles közösen írta a Changes című dalt Cam The Otherside című albumára. Még ebben az évben Styles a 48. American Music Awards-on a Fine Line-ért elnyerte a Kedvenc Pop/Rock Album díjat, a 34. ARIA Music Awards-on a Legjobb nemzetközi előadó díjat, a 27. Billboard Music Awards-on pedig a Chart Achievement Award-elismerést. A Variety az év slágergyárosának is megválasztotta. A 2021 márciusában megrendezett 63. Grammy-díjátadón három jelölést kapott a Legjobb popalbum (Fine Line), a Legjobb szóló popénekes teljesítmény (Watermelon Sugar) és a Legjobb videóklip (Adore You) kategóriában, győznie pedig a Legjobb szóló popénekes teljesítmény kategóriában sikerült. A Watermelon Sugarral a 2021-es díjátadón Styles második Brit-díját is elnyerte az Év brit kislemeze kategóriában. A korábbi halasztás után a Love On Tour 2021. szeptember 4-én indult Las Vegasban. A 2021-es Ivor Novello Awards-on az Adore You elnyerte a legtöbbet előadott műnek járó díjat. Styles a 2021 novemberében bemutatott Marvel Cinematic Universe szuperhősfilm, az Örökkévalók stáblista utáni jelenetében Eros / Starfox, Thanos testvére szerepében tűnt fel. Még abban a hónapban elindította uniszex bőr- és körömápoló márkáját, a Pleasinget.

### 2022–napjainkig:Harry’s Houseés további színészi szerepek

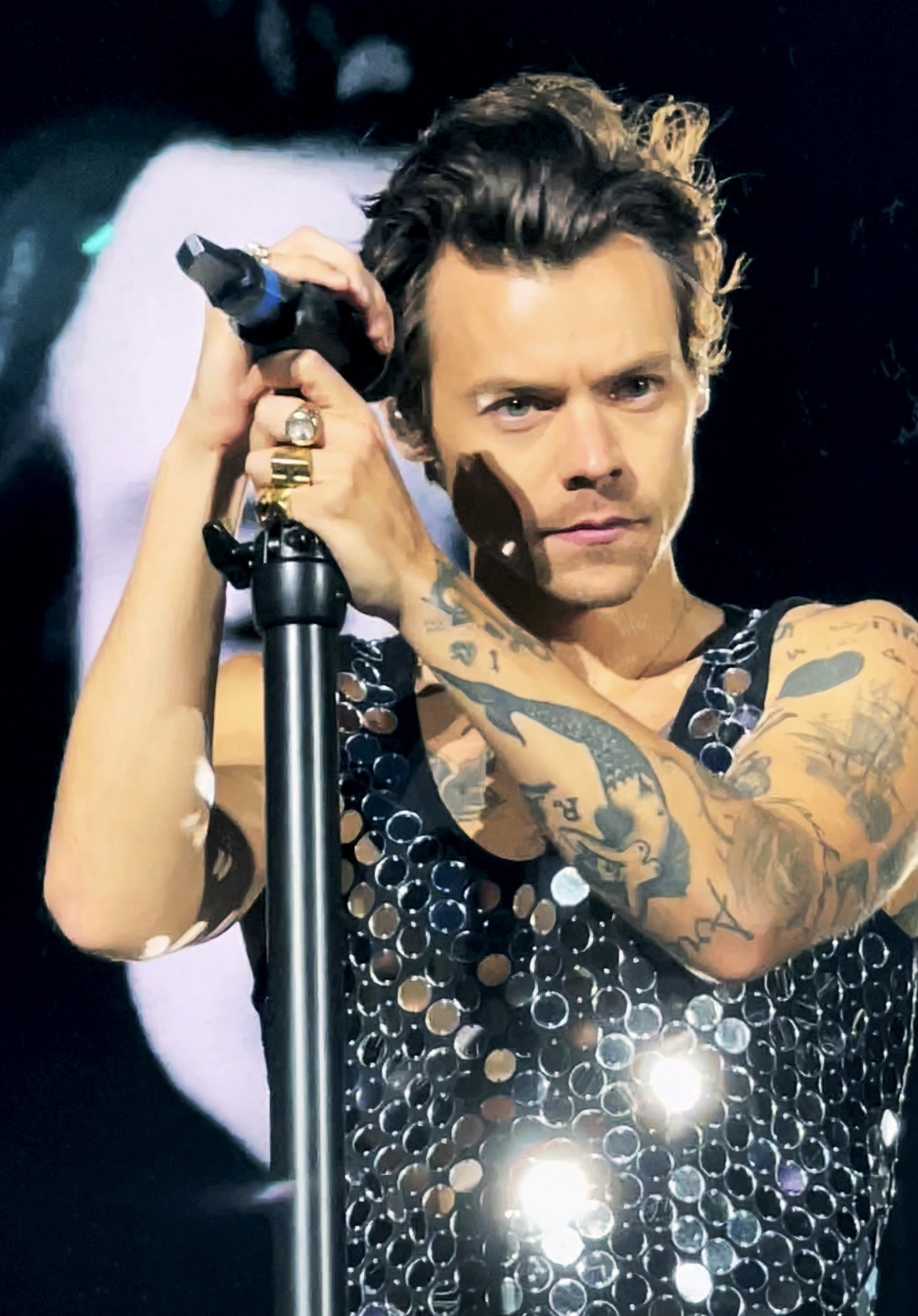
Styles fellépés közben a Wembley Stadionban 2022-ben

2022-ben Styles kritikai és kereskedelmi sikert ért el harmadik albumával, a Harry’s House-zal. Első kislemeze, az As It Was az Egyesült Királyság és az Egyesült Államok slágerlistájának élén debütált, és mindkét országban a második első helyezett szóló kislemeze lett. Az Egyesült Államokban ez lett a negyedik leghosszabb ideig, 15 hétig listavezető dal a Billboard Hot 100 történetében. Az album május 20-án jelent meg és hasonlóképpen az Egyesült Királyság és az Egyesült Államok albumlistájának élén debütált. A megjelenés hetében Styles mind az Egyesült Királyságban, mind az Egyesült Államokban az album- és kislemezlisták első helyét foglalta el a Harry’s House-zal és az As It Was című dallal. Az album négy száma egyidejűleg az amerikai top 10-ben szerepelt, így ő lett az első brit szólóelőadó, akinek ez sikerült. Áprilisban a Coachella Fesztivál fő fellépője volt. Júniusban Styles és a Music for a Sushi Restaurant című dala szerepelt az Apple új AirPods reklámjában. Július 13-án jelent meg a Harry’s House második kislemezéhez, a Late Night Talking-hoz készült videóklip. Még abban a hónapban a Harry’s House felkerült a Mercury-díj jelöltjei közé. A 2022-es MTV Video Music Awards-on Styles három elismerést kapott, köztük az Év albuma díjat a Harry’s House-ért. A Harry’s House a 65. Grammy-díjátadón az Év albuma és a Legjobb popalbum, a 43. Brit Awardson pedig az Év brit albuma lett.
Styles meghallgatásra jelentkezett Elvis Presley szerepére Baz Luhrmann Elvis című zenés életrajzi filmjébe. Luhrmann kijelentette, hogy bár „Harry egy igazán tehetséges színész... az igazi probléma Harryvel az, hogy ő Harry Styles. Ő már egy ikon”. Styles Florence Pugh mellett szerepelt a 2022-es Nincs baj, drágám című pszichológiai thrillerben, amelyet Olivia Wilde rendezett. A 79. Velencei Nemzetközi Filmfesztiválon bemutatott film, valamint az ő alakítása vegyes kritikákat kapott. Steph Green, aki a BBC-nek írt, megjegyezte, hogy „Harry Styles nem igazán felel meg az adott szerepnek, az üres előadásmód, valamint a fény és árnyék hiánya miatt a Pugh-val folytatott jelenetei meglehetősen laposak”, de néhányan, mint például Owen Gleiberman, pozitívabban nyilatkoztak a színészi teljesítményéről, azt írva, hogy „a kiugró szemekkel, a lógó hajzuhataggal és a férfias szelídséggel a fiatal Frank Sinatra színészre emlékeztet”. Szintén 2022-ben Styles Emma Corrin oldalán játszott a 2012-es azonos című regény filmadaptációjában, A rendőrömben, amelynek premierje a Torontói Nemzetközi Filmfesztiválon volt. A 2022-es TIFF Tribute Awards díjátadón a film főszereplői elnyerték a TIFF Tribute Award for Performance díjat. Ennek ellenére a filmről és az alakításáról szóló kritikák kevésbé voltak pozitívak, Robert Daniels a Roger Ebert.com-on azt írta: „Itt Styles tapasztalatlansága egy sírós brit queer korabeli darab főszereplőjeként szembetűnő”.
2022 augusztusában és szeptemberében a Love On Tour keretében Styles 15 teltházas koncertet adott a New York-i Madison Square Gardenben. A teljesítménye jeléül egy állandó molinót emeltek a tiszteletére a helyszínen belül. Ő lett a harmadik zenei előadó a történelemben, akinek a Madison Square Gardenben bannert emeltek. 2022 novemberében a Gucci kiadta Alessandro Michele és Styles közös kollekcióját „Gucci Ha Ha Ha Ha” címmel. A 2022-es American Music Awards-on Styles nyerte a Kedvenc férfi popelőadó és a Kedvenc popdal (As It Was) díját. A Love On Tour 2023 júliusában fejeződött be, és akkoriban minden idők negyedik legnagyobb bevételt hozó turnéjának számított, 617,3 millió dollárt termelve. 2023 szeptemberében Styles háttérvokálozott zenésztársa, Mitch Rowland Here Comes The Comeback című számában Rowland Come June című debütáló albumán. 2024 júliusában Styles csatlakozott Stevie Nickshez a londoni Hyde Parkban megrendezett British Summer Time fesztivál színpadán, hogy Christine McVie tiszteletére előadják a Stop Draggin’ My Heart Around és a Landslide című dalokat.

## Művészete

### Zenei stílus és hatások
Styles stílusát a folk elemeivel tarkított pop, pop-rock, rock, soft rock, britpop, új hullám, szintipop és diszkó zeneként jellemezték. Debütáló szólóalbumának zenei stílusát az NME „a Los Angeles-i stílusú klasszikus rock és balladák keverékének” nevezte, a Rolling Stone szerint „bensőségesen érzelmes hetvenes évekbeli soft-rock hangulatot” idézett, a Time magazin pedig úgy véli „a rock elmúlt fél évszázadának hatásait egyesíti”. Olyan előadók hatottak rá, akiket gyerekkorában hallgatott, mint a Pink Floyd, a The Rolling Stones, a The Beatles és a Fleetwood Mac, valamint Harry Nilsson dalszövegei. Styles úgy beszélt Nilsson dalszövegeiről, hogy „őszinték, és annyira jók, és szerintem azért, mert sosem próbál okosnak tűnni”. Második szólóalbuma, a Fine Line az NME szerint „ezt a nosztalgikus hangzást [az első lemezéről] vette át és ötvözte felemelő pop érzelmekkel”.
Styles azt mondta: „Úgy gondolom, hogy a zenében nagyon fontos a fejlődés – és ez kiterjed a ruhákra, a videókra és az összes többi dologra is. Ezért tekintünk vissza David Bowie-ra (és Ziggy Stardustra) vagy a The Beatlesre és a különböző korszakaikra – ez a bátorság szuper inspiráló”. A Fine Line készítése közben elmondása szerint folyamatosan egy régi Bowie-klipet nézett a telefonján, amelyet inspiráló ösztönzésként használt, hogy továbblendítse a művészi munkáját. Freddie Mercury, Elvis Presley és Paul McCartney (beleértve saját együttesét, a Wingset is) hatásait is megemlítette, míg Shania Twain-t fő inspirációként nevezte meg mind zenei, mind divat terén. Styles Presley-nek tulajdonította éneklés közbeni amerikai hangját, mivel ő volt az első előadó, akit hallgatott. Amikor egy „All-time Top 10 track” mixtape-et készített az Another Man számára, Styles Crosby, Stills & Nash, Ray Charles, Blaze Foley, Patsy Cline és Travis számait vette fel rá. Amikor gyerekként meghallgatta a Pink Floyd 1973-as The Dark Side of the Moon című albumát, azt mondta, hogy „nem igazán értettem, de emlékszem, hogy úgy éreztem: ez rohadt jó”. Az első dal, amelynek a szövegét Styles megtanulta, a Fleetwood Mac Dreams (1977) című dala volt, bár gyerekként azt hitte, hogy a dal „az időjárásról szól”.
Styles kedvenc albuma Van Morrison Astral Weeks (1968) című lemeze, amelyet „tökéletesnek” nevezett; Etta James At Last! (1960) című albumát is „kiválónak” tartja. Kedvenc albumborítója a Plastic Ono Band 1969-es Live Peace in Toronto 1969 című koncertalbuma. Styles Paul Simon 50 Ways to Leave Your Lover (1975) című dalát „a valaha írt legjobb versszakos dallamnak”, Simon & Garfunkel The Boxer (1969) című dalát „tökéletes szövegnek” nevezte, kiemelve különösen az első versszakot, a Crosby, Stills & Nash Helplessly Hoping (1969) című dalát pedig „akkor játszaná, ha három perce maradna élni”. George Michael is inspirálta, a Faith (1987) című dalából vett mintát az Anna című kiadatlan számához, és a Careless Whisper (1984) dalszövegét a bokájára tetováltatta. Joni Mitchell Blue című albuma (1971) inspirálta Styles-t, hogy felvegye a kapcsolatot az album vonós hangszerelőjével, akivel együtt dolgozott a Fine Line-on. A Fine Line felvételeihez is a Henson Studios-t választotta Carole King Tapestry (1971) című albumának hatására, mivel azt is ott vették fel.
A Covid19-zárlat alatt Styles kiemelte Mac Miller 2020-as Blue World című kislemezét, mint a kedvenc számát a karantén alatt. A zárlat alatt egy lejátszási listát is összeállított az Apple Music számára, amely olyan előadókat tartalmazott, mint Otis Redding, Sam Cooke, Bill Withers, Billie Holliday, Bread és Labi Siffre. Styles-t harmadik, Harry’s House című albumának írása közben Tokióban, Haruomi Hosono 1973-as debütáló albuma, a Hosono House inspirálta, és ezzel tisztelgett az album címe előtt. A Harry’s House bejelentésekor Joni Mitchell, akinek 1975-ös The Hissing of Summer Lawns című albumán szerepelt egy azonos című szám, azt tweetelte, hogy „imádja a címet”. Gerry Rafferty 1978-as Right Down the Line című kislemeze konkrét hivatkozási pont volt a Harry’s House elkészítése során.
Styles-t a szépművészet is inspirálja. Kiterjedt magángyűjteménye van, olyan művészek eredeti műveivel rendelkezik, mint Jean-Michel Basquiat, Damien Hirst, Polly Morgan, Yunizar, Ben Turnbull, Jessica Zoob és Hayden Kays. A 2022-es Late Night Talking című kislemezéhez készült klipben Styles Tracey Emin 1998-as, korszakalkotó My Bed című művére utalt. Emellett David Hockney angol festőművész is inspirálta. 2023-ban Hockney megfestette Styles portréját, amely bekerült a londoni The National Portrait Gallery „David Hockney: Drawing From Life” című kiállítására. Az élményt „teljes kiváltságnak” nevezte, és azt mondta, hogy „Hockney évtizedek óta újra feltalálja azt, ahogyan a világra nézünk”. Alain de Botton írót is nagy hatásúnak nevezte, a Vogue-nak nyilatkozva Styles kijelentette: „Imádom az írásait, egyszerűen zseniálisnak tartom”. Azt is bevallotta, hogy miután elolvasta de Botton 2016-os The Course of Love című regényét, teljesen megértette, milyen munka szükséges egy romantikus kötelék ápolásához és fenntartásához.

### Színpadi előadásmód
Szólóelőadóként Styles úgy döntött, hogy rockzenészként, kísérőzenekarral turnézik. A vokál mellett akusztikus gitáron is játszik. Mitch Rowland szólógitáros és Sarah Jones dobos és vokalista már turnézott Styles-szal mind a Harry Styles: Live on Tour, mind a Love on Tour során. Zenekarának további tagjai voltak a basszusgitáros/énekes Elin Sandberg, a zongorista Niji Adeleye, az ütőhangszeres és zenei vezető Pauli Lovejoy, a multiinstrumentalista/énekes Ny Oh, a basszusgitáros Adam Prendergast, a zongorista Yaffra, a billentyűs/énekes Clare Uchima és a gitáros/billentyűs/énekes Charlotte Clark. Jade Yamazaki Stewart a Seattle Times-tól így nyilatkozott a zenekarról: „[A Love on Tour] inkább hasonlított egy 1970-es évekbeli rockfesztiválra, mint egy nemzetközi popsztár 21. századi arénaműsorára”.
Styles-t a kritikusok legalább 2015 óta szokatlanul energikus előadónak tartják. A Rolling Stone 2015-ös, a One Direction MetLife Stadionban adott koncertjéről szóló kritikájában Rob Sheffield azt írta: „Olyan, mintha azt a felvételt néznénk, ahogy Secretariat 1973-ban fut a Belmont Stakes-en – 31 hosszal a többi ló előtt van, de a célegyenesre őrülten felgyorsul, mert annyira szerelmes a gyorsaságba”. Styles nem partizik, és nem fogyaszt szereket a fellépései után, mert igyekszik sportolóként megközelíteni a fellépéseket, hogy a lehető legjobb show-t nyújtsa a rajongóknak. Craig McLean úgy jellemezte a 2022-es The Face színpadi fizikalitását, mint „dübörgő, fejrázós tombolás”, amelynek „lehetetlen ellenállni”. Színpadi jelenlétét Freddie Mercuryhoz és Mick Jaggerhez hasonlították, míg karizmáját és játékosságát Rod Stewarthoz mérték.

## Kulturális státusz

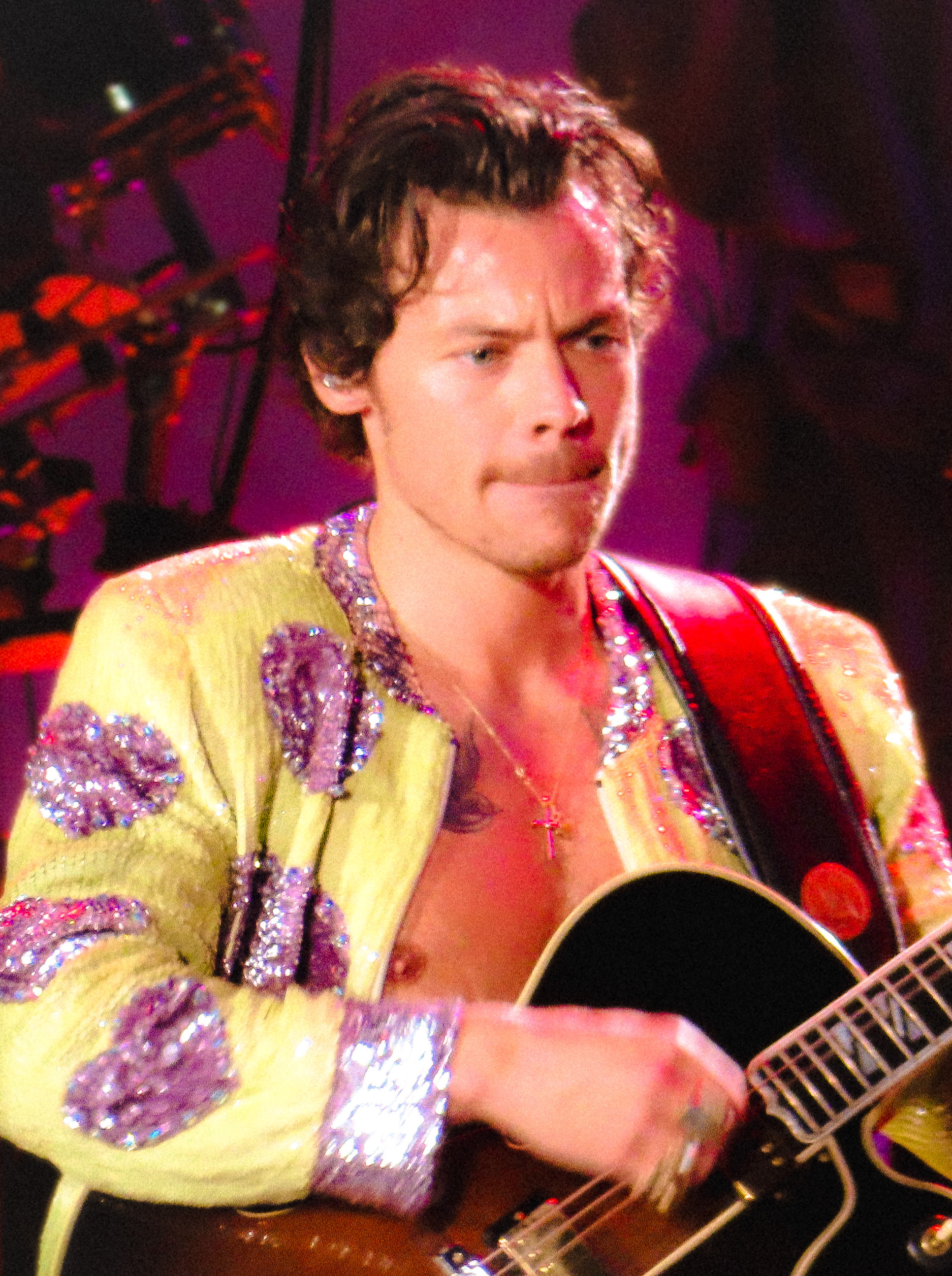
Styles a Love On Touron 2022-ben

Styles-t popikonnak, divatikonnak, és globális ikonnak is nevezték már. Őt tartják az egyik legsikeresebb szólóelőadónak, aki egy zenekarból vált ki. Ben Beaumont-Thomas, a The Guardian munkatársa azt írta róla, hogy „egy olyan sztár, aki a zene egyik legnehezebb átmenetét – a fiúbandából szólóművésszé válást – még az olyan sikeres elődöknél is nagyobb lendülettel vívta ki, mint Justin Timberlake és Robbie Williams”. A Forbes megjegyezte, hogy harmadik albumával, a Harry’s House-szal Styles nagyobb első heti bakeliteladási számot produkált, mint bármelyik zenész korábban.
A Twitter egyik legtöbbet követett felhasználója, 2022-ig több mint 38 millió követővel, és az Egyesült Királyság egyik legtöbbet követett Instagram-fiókjával rendelkezik, 2024-ig bezárólag több mint 48 millió követővel. 2022-ben az As It Was című dala volt az év legtöbbet streamelt dala világszerte a Spotifyon és a Deezeren, a második legtöbbet streamelt dal az Apple Musicon, és a legtöbbet streamelt dal az Egyesült Királyságban. Styles volt a második legtöbbet keresett zenész a Google-on 2022-ben Taylor Swift után. A Rolling Stone UK az úttörő évét követően Styles-t a „pop új királyának” nevezte 2022-ben.
Rajongótábora „Harries” néven ismert. Népszerűsége miatt az énekest gyakran tárgyakkal dobálják meg a színpadon, többször érzékeny testrészen eltalálva. A One Direction korai évei óta az összeesküvés-elméletek rajongóinak egy csoportja, akiket gyakran „Larries”-nek neveznek, annak bizonyítására vállalkozott, hogy Styles és Louis Tomlinson, akinek neve „Larry Stylinson” néven összemosódott, titokban egy pár, akiket a homofób zeneipar rejteget. Clare Southerton és Hannah McCann akadémikusok olyan jelenségekhez kötik a rajongói csoportot, mint a queer olvasmányok és a slash fiction. 2016-ban a pletykát „a One Direction rajongók egyik legnagyobb elméletének” bélyegezték, amely maga is az egyik legnagyobb rajongótábor az interneten. A főként a közösségi médiában elterjedt elmélet Styles és Tomlinson barátainak, családjának és barátnőinek online zaklatásához és meghurcolásához vezetett.

### Öröksége
Styles arra inspirálta rajongóit, hogy öltözzenek ki a koncertjeire, ami a Fashionistát arra ösztönözte, hogy „a rajongói Met-gálájának” nevezze a koncerteket. A ruhák gyakran tartalmaznak flittereket, rózsaszín cowboy-kalapokat és tollas boákat, és a Vogue, a The New York Times és a The New Yorker is bemutatta őket. 2023-ban bejelentették, hogy a Texasi Állami Egyetemen „Harry Styles és a celebidentitás kultusza: az internet és az európai popkultúra” címmel kurzust indítanak Styles-ról.
Sok zenész kifejezte, hogy inspirációt kapott Styles-tól, és hogy szívesen dolgozna vele. Olyan művészek, mint SZA, Miley Cyrus, Elton John, Shania Twain, Olivia Rodrigo, Chris Stapleton, Mark Ronson, Halsey, Lorde, Matty Healy, és Troye Sivan mind kifejezték, hogy szívesen együttműködnének Styles-szal. Amikor azonban arról kérdezték, hogy együttműködne-e más művészekkel, Styles azzal viccelődött, hogy ő egy „antiszociális zenész”. Az énekes-dalszerző Stevie Nicks a Fine Line című albumát a Fleetwood Mac 1977-es Rumours című albumához hasonlította, és megjegyezte, hogy új zenék és versek írására inspirálta.
A Styles által ihletett regények közé tartozik az After-sorozat, a Grace and the Fever, és a The Idea of You. Az After-regényekből filmsorozat is készült, Anne Hathaway pedig főszerepet játszott A rólad alkotott kép (2024) című romantikus vígjátékban, amely a regény adaptációja. Styles több gyermekkönyvben is szerepelt, például a Penguin Random House Tiny Idols: A Baby's First Biography & Little Golden Books című könyveiben, valamint a Have You Heard of? sorozatban.
2024 júniusában Styles gyermekkori települése, Holmes Chapel 2,5-3 órás vezetett gyalogtúrát indított a környéken. A túra végigkíséri a pékséget, ahol Styles dolgozott, a One Direction: This Is Us (2013) című dokumentumfilmjében szereplő Tremlow viaduktot, ahol Styles dedikálja a nevét, és más látnivalókat. A Holmes Chapel Partnership kénytelen volt idegenvezetőket felvenni, hogy megbirkózzon a kereslettel, miután 2023-ban 5000 rajongó látogatott el a településre. Az idegenvezetői pozícióra több mint 150 pályázat érkezett. Madame Tussaud viaszmúzeumban a One Directionben töltött időszaka óta kiállítottak egy Styles viaszfigurát, 2023-tól pedig több ország Tussaud-múzeumában is van róla egy-egy figura.

### Divat
Styles skinny farmert, áttetsző blúzokat, virágmintás, extravagáns öltönyöket és bokacsizmákat viselt, amíg a One Directionben volt. Nicole Saunders a Billboardtól megjegyezte, hogy a stílusa „a lila Jack Wills kapucnis pulóvereket viselő tinédzserből a 70-es évek rockjának gondosan kivitelezett, csillogó szarkazmussal ötvözött keverékévé vált” a csapat ötéves fennállása alatt. Styles One Directionben töltött idejéről az AllMusic írója, Tim Sendra úgy vélekedett, hogy „elbűvölő személyisége és rugalmas énekhangja a csoport Timberlake-jeként pozicionálta őt”. Leah Greenblatt, az Entertainment Weekly munkatársa úgy jellemezte őt, mint „egy pattanásos, rakoncátlan tréfamester, aki szívesen viseli az osztály bohócának köpenyét”. A zenekar 2014-es Four-korszakában Styles elkezdett együttműködni Harry Lambert stylisttal. 2016-ban szerepelt az Another Man magazinban, ami után Anne T. Donahue, a The Guardian munkatársa azt mondta Styles „inkább a művészet és a divat hiánypótló világához való hűségét jelzi, mintsem a mainstream hírnévre törekszik”. A Billboardtól Chris Payne úgy vélekedett, hogy Styles „arculata mindig is rocksztárként sugárzott”.
Szólóművészként Styles egyedi rózsaszín öltönyöket, flitteres felsőket, nyomtatott szatén fazonokat és Gucci-hangulatú megjelenést választott. A Vanity Fair Erika Harwoodja szerint Styles a „fiúbandából” a „luxusöltönyök ínyencévé” vált, amikor a stílusváltását jellemezte. Stílusát „extravagánsnak”, „divatorientáltnak” és „szórakoztatónak” nevezte. A rózsaszín szín használatára hivatkozva Styles az angol zenészt és a The Clash basszusgitárosát, Paul Simonont idézte egy Rolling Stone-interjúban: „A rózsaszín az egyetlen igazi rock & roll szín”. Ann Powers az NPR-től azt írta, hogy divatja a Spice Girls „színpadias parádéját idézi a pop öltözködési örökségén keresztül”, és hogy „a divat azon módjával játszik, hogy művészi kiegészítőkön keresztül meséljen történeteket”.

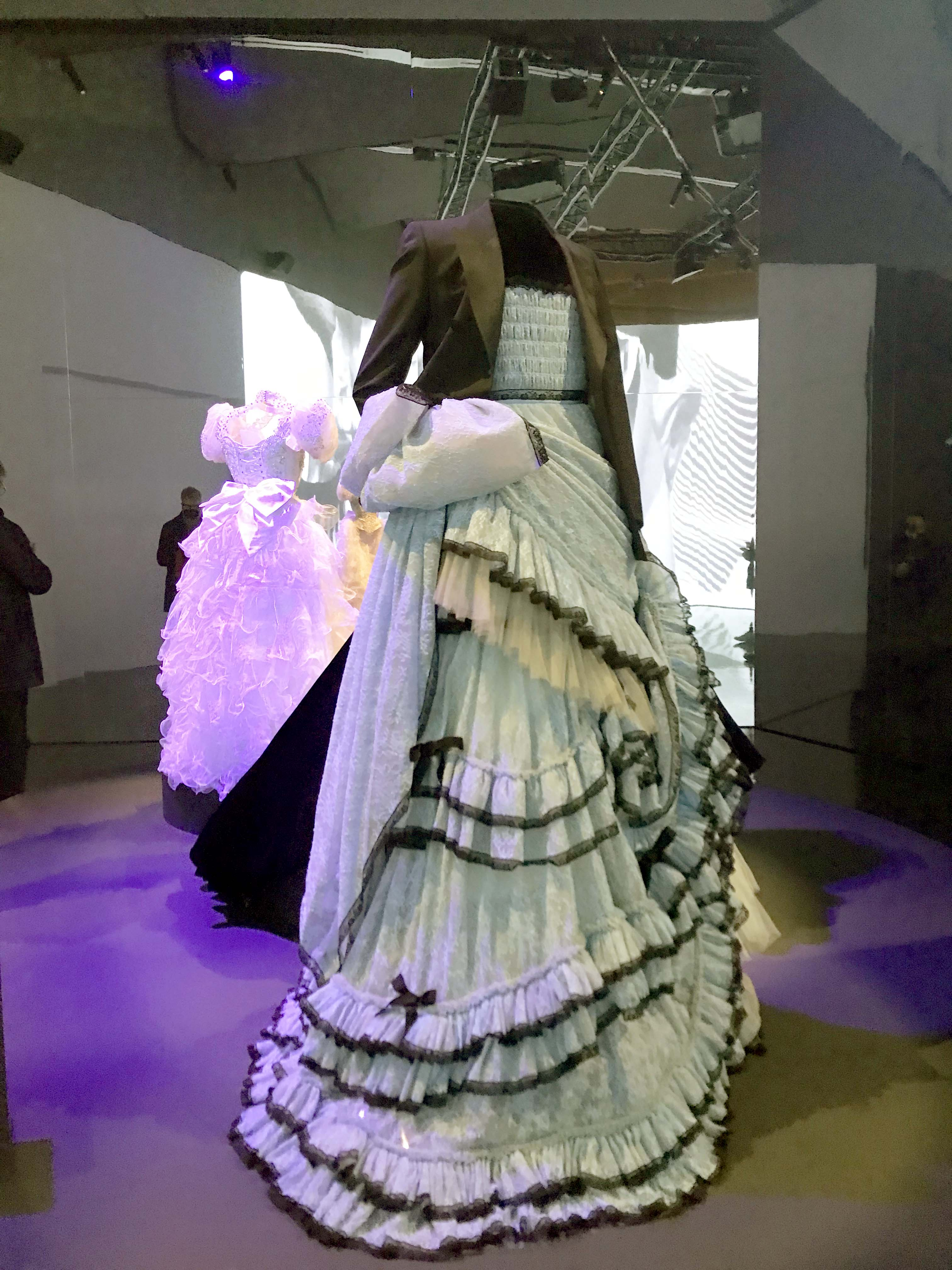
A Vogue címlapján Styles által viselt Gucci-ruha a Victoria and Albert Museumban látható

Styles 2019-ben kezdett el pulóvermellényt, bő, magas derekú nadrágot és gyöngynyakláncot viselni, ami miatt Jacob Gallagher, a The Wall Street Journal munkatársa „a férfias gyöngynyaklánc népszerűsítőjének” nevezte őt. Tom Lamont, a The Guardian munkatársa megjegyezte, hogy Styles néhány divatválasztása hozzájárult „egy fontos politikai vitához a nemek szerinti divatról”. 2020-ban Styles lett az első férfi, aki egyedül szerepelt a Vogue címlapján, a decemberi számban. Jobboldali véleményezők bírálták, amiért egy kék Gucci-ruhát viselt a címlapon; Candace Owens azt követelte, hogy a társadalomnak „vissza kell hoznia a férfias férfiakat”, Ben Shapiro a The Daily Wire-tól pedig „a férfiasságról szóló népszavazásnak nevezte a címlapot, hogy a férfiak flitteres ruhákat viseljenek”. Styles a kritikára így reagált: „Ha nem viselsz [valamit] azért, mert az női ruha, akkor kizársz egy egész világot a nagyszerű ruhákból”, és „ami most izgalmas, az az, hogy azt viselheted, amit szeretsz”, mivel a határok „egyre inkább elmosódnak”. A döntés, hogy női ruhát visel, és az, hogy nem hajlandó megnevezni a szexualitását, negatív visszahangot váltott ki. 2022-ben a magazin címlapján viselt Gucci-ruhája bekerült a V&A Museum „Fashioning Masculinities: The Art of Menswear” című kiállításába. Styles több más ruhája is helyet kapott múzeumokban, többek között egy kék bársony öltöny a Rock and Roll Hall of Fame-ben, egy vászonnadrág a Design Museumban, és egy bőrruha az L.A. Live Grammy Museumban.

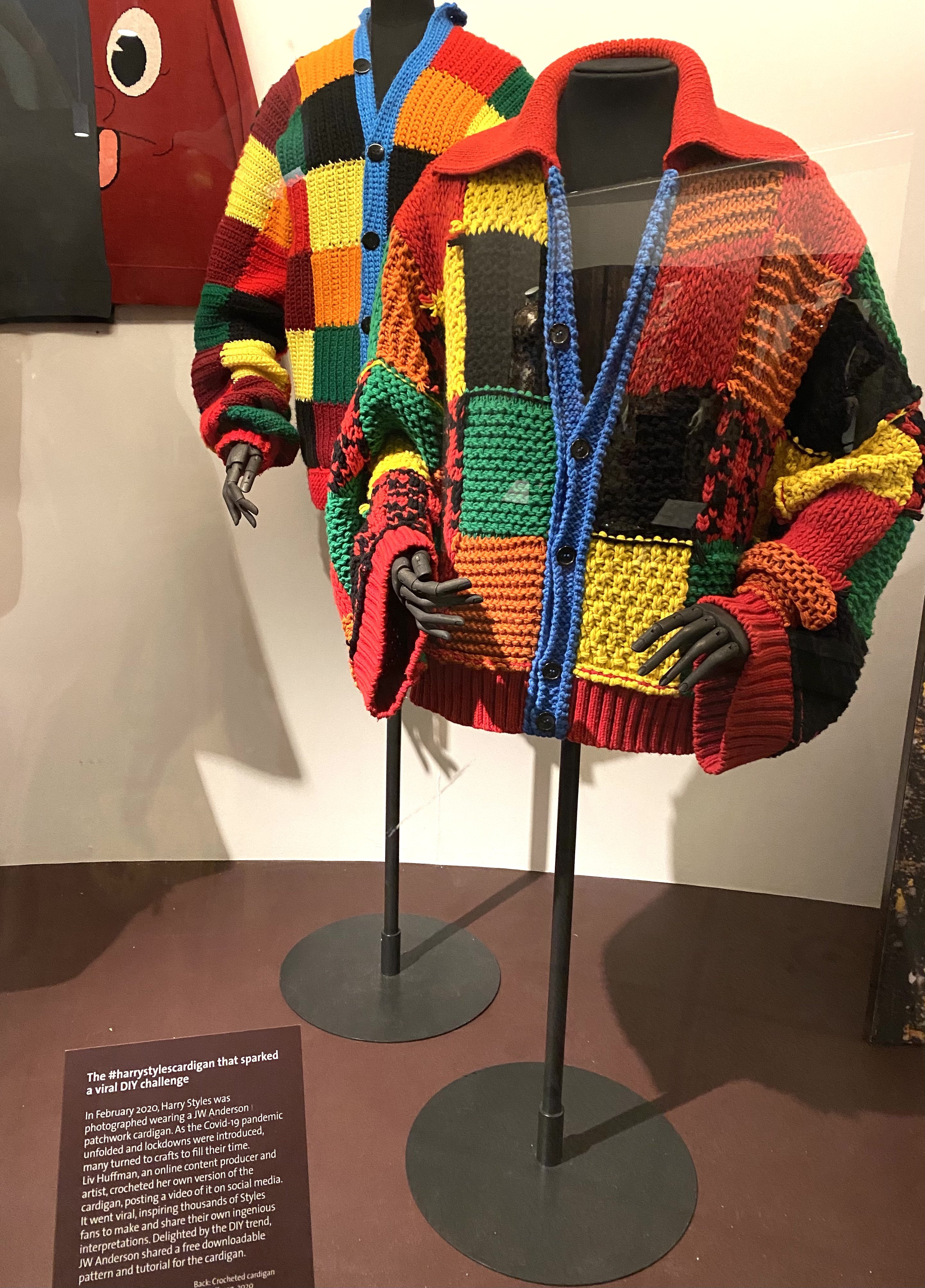
A Styles által viselt JW Anderson kardigán a londoni Victoria and Albert Museumban

A Styles gyakran állítja reflektorfénybe a kis tervezők munkáját. Neki tulajdonítják a kisebb márkák, például a Bode, Éliou, Egonlab, S.S. Daley, Daniel W. Fletcher, Marco Ribeiro és Arturo Obegero eladásainak és ismertségének növelését. A lezárás alatt egy JW Anderson kardigán, amelyet Styles a Today 2020-as próbáján viselt, elterjedt a TikTok-on, mivel Anderson ingyenesen rendelkezésre bocsátotta a ruhadarab mintáját az interneten. A V&A Museum 2020 novemberében megszerezte a kardigánt az állandó gyűjteményébe, és az online őrületet „kulturális jelenségnek nevezte, amely a kreativitás és a közösségi média erejéről szól, amely összehozza az embereket a szélsőséges nehézségek idején”.
Miután a 2013-as Fashion Awards-on elnyerte a British Style Awardot, Styles negyedik lett a brit GQ 2018-as, 50 legjobban öltözött férfi listáján, amelyen Michael Kors divattervező „a brit rocker stílus modern megtestesítőjének” tartotta: „izgalmas, extravagáns és ellentmondást nem tűrő”. 2020-ban a GQ „Az év legstílusosabb emberének” választotta. Styles 2016-ban és 2017-ben a brit Vogue „The 50 Fittest Boys” listájának első és ötödik helyezettje is volt. 2016 és 2018 között három egymást követő évben megkapta a Capital brit rádiócsatorna szavazásán a „Legszexibb férfi a popban” címet. 2020-ban a divatvilág legbefolyásosabb emberének választották. A GQ a világ legjobban öltözött zenészének nevezte Styles-t. Styles bekerült a Business of Fashion’s Class of 2022-be, amely a globális divatipart alakító emberek meghatározó indexe.
2022-ben Styles egy közös kollekciót tervezett a Gucci korábbi kreatív tervezőjével, Alessandro Michelével „Ha Ha Ha” címmel. A milánói divathéten bemutatott dzsekik, kabátok, nadrágok, ingek és kiegészítők együtt alkotják a kortárs férfias eleganciát.
Stylesnak több trend és különböző hullámok népszerűségét is köszönhetjük a divaton belül. Stylesnak tulajdonítják az olyan elemek népszerűsítését, mint a gyöngynyakláncok, a hawaii ingek, a horgolt ruhadarabok, a chelsea csizma, a tollboák és a széles szárú nadrágok. 2023-ban Stylesnak Beyoncéval és Taylor Swifttel együtt tulajdonították a 60-as évek rajongói kultúráját imitáló, kidolgozott koncertöltözékek elterjedését. Miután Styles a Love On Touron minden koncertöltözetének részeként Adidas Gazellákat viselt, az Adidas hivatalosan is átnevezte a cipőt a webáruházában „Satellite Stompers”-re a cipőt és a rajongói becenevet felelevenítő Styles tiszteletére. 2024-ben Styles kisebbségi részesedést szerzett a feltörekvő brit divatmárkában, az S.S. Daley-ben.

## Magánélete
Styles két észak-londoni otthona között osztja meg idejét, korábban Los Angelesben, a Sunset Stripen élt. Los Angeles-i lakását eladta, mivel kiábrándult a városból. Van egy manhattani loft lakása is. Karrierje kezdetén 20 hónapig élt Ben Winston producer londoni Hampstead Heath-i házának padlásán, amíg saját házat keresett.
Styles hisz a karmában, és amikor Chelsea Handler megkérdezte tőle, hogy hisz-e Istenben, kijelentette, hogy „inkább spirituálisnak, mint vallásosnak” tartja magát, és hogy „naivitás azt mondani, hogy semmi sem létezik, és nincs semmi, ami felettünk áll vagy hatalmasabb nálunk”. A Vogue-nak adott 2020-as interjújában Styles megosztotta, hogy naponta végez pilátesz-gyakorlatokat és meditál. Emellett rendszeresen jár terápiára is.
Ugyanebben az interjúban elmondta a Vogue-nak, hogy peszkaterián étrendet követ. 2022-ben, amikor a rajongók egy koncert alatt csirkefalatkákat kezdtek dobálni a színpadra, és azt skandálták, hogy egyen egyet, azt mondta nekik: „Nem eszem csirkét, sajnálom. Nem eszem húst”, amivel elnyerte a PETA 2022-es „Best Viral Moment for Animals” díját. Styles 2017-ben megerősítette, hogy polytheliában szenved, egy olyan betegségben, amikor az embernek kettőnél több mellbimbója van.
2019 májusában Styles az Egyesült Királyság 30 év alatti zenészeit felsoroló Sunday Times Rich List második helyezettje lett 58 millió font becsült nettó vagyonával, miután az előző évi listán 50 millió font becsült nettó vagyonával a harmadik helyen szerepelt. A listán 2020-ban és 2021-ben is megőrizte második helyét, 63 millió, illetve 75 millió fontos becsült nettó vagyonnal. A lista élére 2022-ben került, és ezzel ő lett a leggazdagabb 30 év alatti zenész az Egyesült Királyságban, nettó vagyonát 100 millió fontra becsülték. 2023-ban Styles becsült vagyona 150 millió font volt, megosztva a 13. helyre került a „35 leggazdagabb 35 év alatti ember az Egyesült Királyságban” című új listán. A The Times 2024-ben 175 millió fontra becsülte Styles vagyonát, amivel a 17. helyre került a „40 under 40” listán, és Ed Sheeran után a második leggazdagabb fiatal zenész az Egyesült Királyságban.

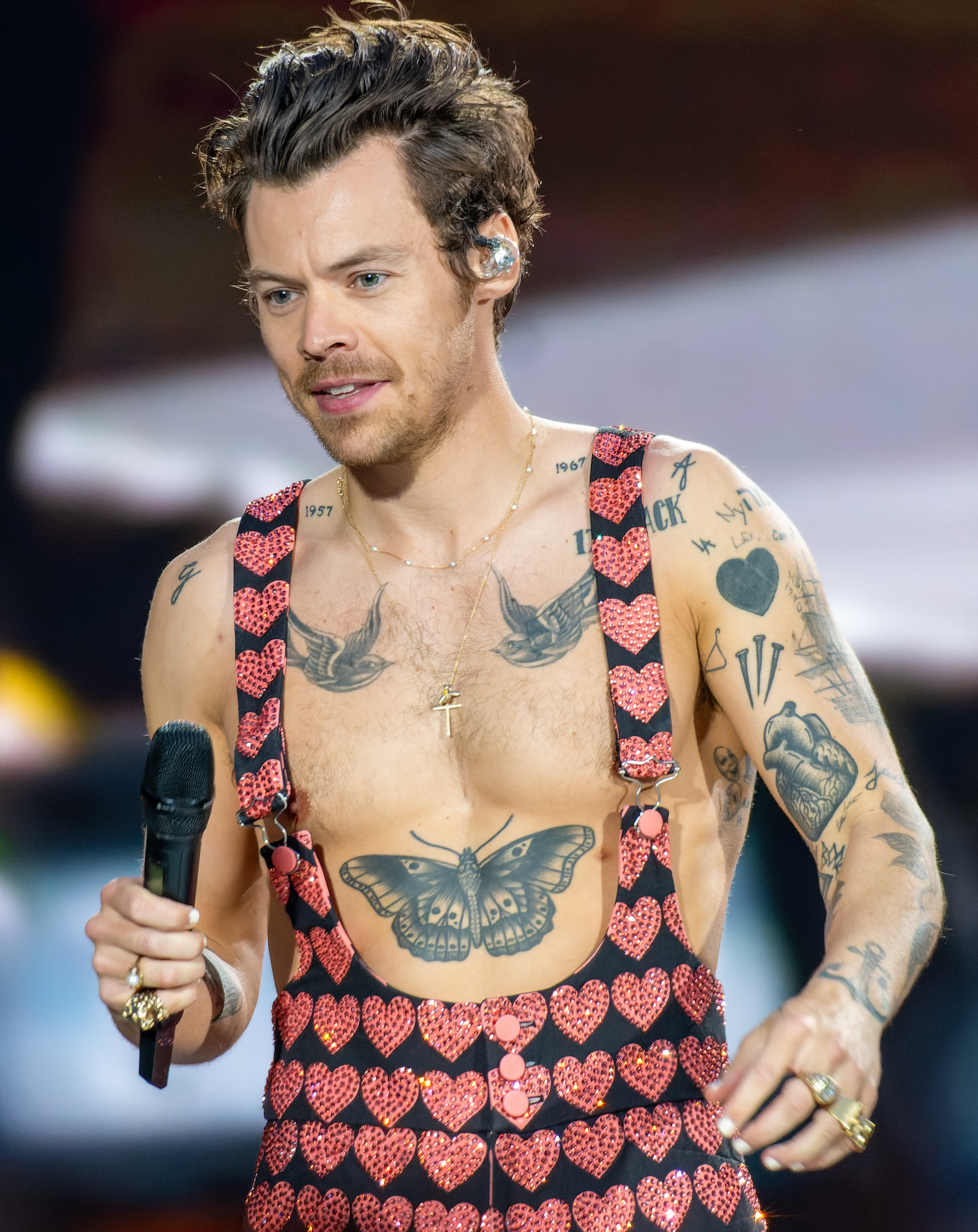
Styles 2023-ban a Wembley Stadionban

### Tetoválások
Styles sok tetoválással rendelkezik, az elsőt 18 éves korában szerezte; a legszembetűnőbb egy nagy pillangó a szegycsontján. Styles elsődleges tetoválóművésze, Liam Sparkes azt nyilatkozta, hogy a Styles felsőtestén lévő pillangó „egy régi francia börtöntetováláson alapul, amelyet a Pillangó (1973) című film ihletett”. A televízió képernyőjén, a The Late Late Show with James Corden című műsorban is készítettek neki egy tetoválást. Tetoválásai között szerepel a Green Bay Packers logója, fecskék, „NY, LA, LDN”, egy lakat, amit Ed Sheeran tetováltatott rá, „never gonna dance again” (George Michael Careless Whisper című dalának szövege), Brasil!”, egy meztelen sellő, a Pink Floyd The Dark Side of the Moon című albumának borítója, szülei születési évei és különböző, családtagokkal kapcsolatos tetoválások, valamint egy apró kereszt. Styles bal kulcscsontja alatt a „17 Black” feliratot viseli, és Ed Sheerannel osztozik a Pingu gyerekfigurán is. A Kings of Leonból ismert Caleb Followillel is osztozik egy fél szív tetováláson.

### Párkapcsolatok
2011 novemberétől 2012 januárjáig a 17 éves Styles a televíziós műsorvezetővel, Caroline Flackkel járt; kapcsolatuk vitákat kavart, mivel a lány 14 évvel idősebb volt Stylesnál. Később, 2012-ben rövid ideig járt Taylor Swift amerikai énekes-dalszerzővel, ami a rajongók és a média találgatásaihoz vezetett, miszerint szakításuk után dalokat írtak egymásról. 2013 és 2016 között Styles Kendall Jenner modellel járt, akit később debütáló albumának egyik múzsájaként említett.
2017 és 2018 között Styles párkapcsolatban élt Camille Rowe francia-amerikai modellel, aki a Fine Line ihletője volt. 2021 januárjától 2022 novemberéig Styles együtt volt Olivia Wilde színésznővel és rendezővel, akivel a Nincs baj, drágám című film forgatásán ismerkedett meg. A Rolling Stone 2022-ben arról írt, hogy a rajongók rendkívül magas mércét állítottak fel Styles esetleges jövendőbeli partnereivel kapcsolatban. 2023 júniusától 2024 májusáig Styles Taylor Russell kanadai színésznővel járt.

### Szexualitás
Styles-t 19 éves kora óta többször kérdezték interjúkban szexuális irányultságáról. Amikor a brit GQ-nak adott 2013-as interjújában megkérdezték tőle, hogy biszexuális-e, így válaszolt: „Biszexuális? Én? Nem hiszem. Egészen biztos vagyok benne, hogy nem vagyok az”. Amikor 2017-ben megkérdezték tőle, hogy megnevezné-e a szexualitását, azt mondta: „Nem, soha nem éreztem szükségét. Nem érzem, hogy ez olyasmi lenne, amit valaha is úgy éreztem, hogy meg kellene magyaráznom magamról.”
Amikor a The Guardian 2019-ben megkérdőjelezte extravagáns öltözködési stílusának és vélt szexuális bizonytalanságának hitelességét, kijelentette:

„Azért szórom bele a szexuális félreérthetőség morzsáit, hogy megpróbáljak érdekesebb lenni? Nem. ... A tekintetben, hogy hogyan akarok öltözködni, és milyen lesz az album borítója, inkább a munkatársak tekintetében hozok döntéseket, akikkel együtt akarok dolgozni. Azt akarom, hogy a dolgok egy bizonyos módon nézzenek ki. Nem azért, mert ettől melegnek, heterónak vagy biszexuálisnak nézek ki, hanem mert szerintem jól néz ki. És ráadás, nem is tudom, egyszerűen csak úgy gondolom, hogy a szexualitás egy olyan dolog, ami szórakoztató. Őszintén? Nem mondhatnám, hogy ennél többet gondolkodtam volna rajta.”

A Better Homes and Gardens-nek adott 2022-es interjújában Styles kijelentette, hogy az az elvárás, hogy nyilvánosan megjelölje szexuális irányultságát, „elavult”. Azt mondta: „Nagyon nyitott vagyok vele a barátaimmal, de ez az én személyes megélésem, ez az enyém”, és „az egésznek az a lényege, amerre tartanunk kellene, ami a mindenki elfogadása és a nyitottabbá válás irányába mutat, hogy ez nem számít, és arról szól, hogy nem kell mindent felcímkézni, nem kell tisztázni, hogy milyen rubrikákat pipálsz ki”.

## Filantropizmus és aktivizmus
2013-ban Styles és Liam Payne a Trekstock jótékony szervezet nagykövetei lettek és több, mint 800 ezer dollárt szedett össze a Prizeo platformon keresztül. 2015-ben Styles szponzorálta kutak fúrását Indiában a Drop4Drop-on keresztül, a Life Water World Water Day kampánya során. A következő évben a haját eladományozta a Little Princess Trust jótékonysági szervezetnek, amely parókákat gyárt gyerekeknek, akik betegségek során elvesztették hajukat. 2017 májusában, hogy ünnepelje albumának megjelenését, fellépett a The Garage-ban, Londonban és a Troubadour-ban, Los Angelesben, melyeknek minden bevételét jótékonysági szervezeteknek juttatták. Októberben fellépett a CBS Radio We Can Survive koncertjén, amely a mellrákkal kapcsolatos tudatosságot hirdette. Styles első turnéja alatt 1.2 millió dollárnyi összeget juttatott jótékony célokra.
Styles karrierje során mindig támogatta az LMBT közösséget. Gyakran ott van a színpadján a szivárványzászló, gyakran öltözik LMBT-témájú ruhákba és támogatja LMBT rajongóit koncerteken. 2018-ban az online boltja szivárványszínű „Treat People With Kindness” feliratú pólókat és pulóvereket adott el, a pride hónap alkalmából, a profitok pedig a GLSEN-nek juttatták. A gitárjára „Black Lives Matter” és „End Gun Violence” matricákat helyezett 2018-ban, támogatta a March for Our Lives megmozdulást. Támogatta Emma Watson #HeForShe nemi egyenlőséget segítő megmozdulását is. 2019 decemberében egy kérdést válaszolt meg, hogy miért nem használja jobban a platformját egyes esetekben:
Mert azt szeretném, hogy amikor mondok valamit, akkor emberek tudják, hogy komolyan gondolom. Hogy őszinte legyek, még mindig keresem azt az egy dolgot. Ami mögé be tudok állni és azt mondani, hogy: Ez az életem küzdelme. Van egy erőteljesség abban, ha azt az egy dolgot csinálod. Teljes testsúlyoddal akarsz beleállni
2020 májusában, George Floyd meggyilkolása után posztolt a Black Lives Matter mozgalom támogatására és ösztönözte a rajongókat, hogy adakozzanak és osszanak meg információkat. Részt vett a Los Angeles-i tüntetésen a következő hónapban. Annak ellenére, hogy brit, Joe Biden-t támogatta a 2020-as amerikai elnökválasztáson.

### Treat People with Kindness
„Treat People with Kindness,” rövidítve „TPWK,” egy szlogen, amit Styles használ, hogy megossza az üzenetét, amely a szeretet, elfogadás és a kedvesség másokkal. Styles 2017-ben kezdte ezt használni az első turnéján. Egy 2019-es interjúban a következőt mondta: „Egy kitűző volt a gitáromon, amiből csináltunk egy pólót, aztán egyre több ilyen pólót láttam. Vezettem és láttam benne valakit és olyan érzésem volt, hogy ’Oh, ez már tényleg valami’.” Ez adta Stylesnak az ötletet, hogy írjon egy dalt, melynek a címe a szlogen, a Treat People with Kindness lett, ami az utolsó előtti dala a Fine Line albumnak.
2019 októberében posztereket, amelyeken szerepelt a „TPWK” rövidítés és a „Do you know who you are?” (magyarul: Tudod ki vagy?) mondat láttak Londonban, Tokióban, Los Angelesben, New Yorkban és Ausztráliában, amelyet a rajongók az új album kiadásához kötöttek. Ebben az időszakban van a mentális egészség napja, melynek alkalmából indított egy botot, melynek „Do You Know Who You Are?” volt a neve és véletlen, pozitív, szerető üzeneteket küldött a felhasználóknak „TPWK. LOVE, H” lezárással.

## Feldolgozott dalok
Szólókarrierje során Styles koncertjein többször is előadott dalokat, amiket eredetileg más zenészek vettek fel. Ezek között gyakran szerepelnek One Direction dalok is, mint a What Makes You Beautiful és az If I Could Fly.
2017 májusában együtt lépett fel Stevie Nicksszel és előadták a Fleetwood Mac Landslide című dalát, illetve Nicks Leather and Lace számát. Nem ez volt az utolsó alkalom, hogy együtt koncerteztek, Styles kísérte Nicksszet az énekesnő 2019-es beiktatásán a Rock and Roll Hall of Fame-be, ahol előadták Stop Draggin’ My Heart Aroundot. Ugyanebben a hónapban londoni fellépésén előadta az Ariana Grandénak szerzett Just a Little Bit of Your Heart című dalát. Augusztusban ismét feldolgozott egy Fleetwood Mac dalt, ezúttal a The Chaint, amit később még több koncertjén is lehetett hallani. Ugyanezen a koncerten előadta a Girl Crush számot, amit később kislemezként is kiadott. A BBC-nek felvett fellépésén előadta DJ Khaled WIld Thoughts című dalát. Ebben az évben még feldolgozta Kanye West Ultralight Beam dalát Londonban. A Just a Little Bit of Your Heart, a The Chain és a Girl Crush dalok mind fontos részei voltak koncertjeinek a következő években.
2019 decemberi koncertjein többször is előadta Paul McCartney Wonderful Christmastime című dalát. Ugyanezeken a koncerteken Lizzo Juice című kislemezét is feldolgozta, amit a BBC kiadott. Decemberben még fellépett Stormzy-val, mikor együtt előadták a rapper Vossi Bop című dalát. 2020-ban ismét fellépett a BBC műsorán, ezúttal Joni Mitchell Big Yellow Taxi számával. 2020. március 3-án pedig Peter Gabriel Sledgehammer dalát dolgozta fel.
2021 októberében két halloweeni koncertet tartott a Madison Square Gardenben, ahol az első estén előadta az Over the Rainbow feldolgozását, Judy Garland Dorothy karakterének öltözve az Óz, a csodák csodája című filmből. A második estén Britney Spears Toxic számát énekelte el. A Harryween hagyományát folytatta 2022-ben is, mikor John Travolta Danny Zuko karakterének öltözve a Grease filmből előadta Olivia Newton-John Hopelessly Devoted to You című dalát. 2022 áprilisában fellépett a Coachella Fesztiválon, ahol több dalt is feldolgozott, többek között Gloria Gaynor I Will Survive kislemezét Lizzóval és Shania Twain Man! I Feel Like a Woman!, illetve You’re Still the One dalait. 2022 májusában ismét a BBC vendége volt, ezúttal a Wet Dream számot előadva. Portugáliában fellépett a Wolf Alice frontemberével, Ellie Rowsellel, előadva az együttes No Hard Feelings dalát.

## Diszkográfia

### Stúdióalbumok
- Harry Styles (2017)
- Fine Line (2019)
- Harry’s House (2022)

## Filmográfia

### Filmek
| Év   | Magyar cím (Eredeti cím)                | Szerep        | Magyar hang   |
| ---- | --------------------------------------- | ------------- | ------------- |
| 2017 | Dunkirk (Dunkirk)                       | Alex          | Jéger Zsombor |
| 2021 | Örökkévalók (Eternals)                  | Eros / Űrróka | Kenéz Ágoston |
| 2022 | Nincs baj, drágám (Don’t Worry Darling) | Jack Chambers | Fehér Tibor   |
| 2022 | A rendőröm (My Policeman)               | Tom Burgess   |               |

### Dokumentumfilmek
| Év   | Cím                                            | Szerep |
| ---- | ---------------------------------------------- | ------ |
| 2013 | One Direction: This Is Us                      | Önmaga |
| 2014 | One Direction: Where We Are – The Concert Film | Önmaga |
| 2017 | Harry Styles: Behind the Album                 | Önmaga |

### Televíziós szerepek
| Év               | Magyar cím (Eredeti cím)               | Szerep                 | Megjegyzés             |
| ---------------- | -------------------------------------- | ---------------------- | ---------------------- |
| 2012             | iCarly (iCarly)                        | Önmaga                 | 1 epizód               |
| 2012-2019        | (Saturday Night Live)                  | Zenei vendég/Házigazda | 5 epizód               |
| 2017             | (Harry Styles at the BBC)              | Önmaga                 | Televíziós különkiadás |
| 2017, 2019, 2023 | (The Late Late Show with James Corden) | Vendég-házigazda       | 3 epizód               |
| 2018             | (Happy Together)                       | Nem szerepel           | vezető producer        |

## Turnék
- Harry Styles: Live on Tour (2017–2018)
- Love On Tour (2021–2023)